# Белайт
Белайт (на малайски: Daerah Belait) е един от 4-те окръга на Бруней. Населението му е 73 200 жители (по приблизителна оценка за юли 2017 г.), а площта 2727 кв. км. Намира се в часова зона UTC+8. ISO 3166 – 2 кодът му е BN-BE.